# Sotbusktörnskata
Sotbusktörnskata (Laniarius leucorhynchus) är en fågel i familjen busktörnskator inom ordningen tättingar.

## Utbredning och systematik
Fågeln förekommer från Sierra Leone till Sudan, Uganda, Demokratiska republiken Kongo och nordöstra Angola. Den behandlas som monotypisk, det vill säga att den inte delas in i några underarter.

## Status
Arten har ett stort utbredningsområde och beståndet anses vara stabilt. Internationella naturvårdsunionen IUCN listar den därför som livskraftig (LC).